# Парламентарни избори у Аустрији 1930.
Аустријски парламентарни избори 1930. су били четврти и последњи слободни избори у Првој аустријској реублици. Одржани су 9. новембра 1930. Социјалдемократска радничка партија је постала најјача партија по гласовима и броју посланичких места. Хришћанска социјална партија је на овим изборима учествовала заједно са паравојном формацијом Хеимвер и освојили су друго место. 

## Позадина
Након што су Хришћанска странка, Велика Немачка народна партија и мање нацистичке партије учествовале заједно на изборима 1927. на овим изборима су се по договору раздвојиле. Док је Хришћанска партија учествовала заједно са Хеимвером, Велика Немачка партија је била у коалицији са Ландбундом.

## Предизборна кампања
Предизборна кампања се огледала у јаким сукобима између две различите политичке идеологије. Хришћанска социјална партија је оптуживала социјалдемократску партију да је крива за јулску побуну која се десила 15. јуна 1927. Такођу су оптуживали социјалдемократе да су школске реформе које је направио Ото Глекел смањиле утицај римокатоличке цркве на образовни систем Аустрије.
Социјалдемократска странка је узвратила са тражењем бенефиције за незапослене. Оптуживали су Хришћанску партију да не предузима ништа да смањи незапосленост, као и да је она крива за лошу економску ситуацију у којој се Аустрија налазила. 

## Изборни резултати
Резултати парламентарних избора у Аустрији 1930.
| Политичка партија                                                       | гласова   | гласова  | %     | %     | број посланика | број посланика |
| Политичка партија                                                       | 1930      | ±        | 1930  | ±     | 1930           | ±              |
| ----------------------------------------------------------------------- | --------- | -------- | ----- | ----- | -------------- | -------------- |
| Социјалдемократска радничка партија ()                                  | 1.517.146 | -22.489  | 41,69 | -1,20 | 72             | +1             |
| Хришћанска социјална партија () и Хајмвер                               | 1.314.956 | -438.805 | 35,7  | -12,4 | 66             | -7             |
| Велика Немачка народна странка () и Ландбунд                            | 428.255   | +168.880 | 11,6  | +5,44 | 19             | +7             |
| Домаћи блок                                                             | 227.401   | -        | 6,25  | -     | 8              | +8             |
| Остале партије                                                          | 156.621   | -        | 4,76  | -     | 0              | 0              |
| Укупно                                                                  | 3.688.068 |          | 100   |       | 165            |                |
| Извори: Резултати парламентарних избора у Аустрији 1919-1930, Аустрија, |           |          |       |       |                |                |

- Од 4.121.282 регистрованих гласача на изборе је изашло 90,17%

## Задњи избори
Ово су били задњи избори пре аустрофашистичке диктатуре Енгелберта Долфуса који је извео државни удар 4. марта 1933. Први следећи слободни избори у Аустрији су се одржали тек после Другог светског рата 1945. године